# Zastava Arms
Zastava Arms (em sérvio:  Застава oружје) é um fabricante sérvio de arma de fogo e artilharia, com base em Kragujevac, Sérvia. Foi fundada em 1853 quando lançou seus primeiros canhões. É o principal produtor de armas de fogo na Sérvia e é um grande contribuinte para a indústria de defesa local. Zastava Arms produz e exporta uma grande variedade de produtos para mais de quarenta países.

## Histórico
A produção bem-sucedida de quatro canhões de quatro libras e dois obuseiros curtos em 27 de outubro de 1853 é a data da fundação das Zastava Arms em Kragujevac. Entre 1856 e 1860, as instalações em Kragujevac receberam muitas atualizações em seu sistema de fabricação, permitindo que a fábrica produzisse armas com total intercambiabilidade de peças. Em 1878, uma das principais prioridades passou a ser a modernização dos armamentos. O rifle sérvio „Piboduša“ Modelo 1870 Peabody tornou-se obsoleto com seu grande calibre de 14,9 mm. Após um projeto de pesquisa e uma licitação em 1879, um novo modelo de rifle foi escolhido como substituto. Após seu designer. A arma foi fabricada pela primeira vez na Alemanha e foi chamada de Mauser-Milovanović M1878 / 80, cal. 10,15 mm.